# Saison 2015-2016 des Chamois niortais
Maillots
Chronologie
Saison précédente Saison suivante
La saison 2015-2016 du Chamois niortais Football Club est la vingt-huitième de l'histoire du club à l'échelle professionnelle et la quatrième consécutive en Ligue 2 depuis son retour en 2012.

## Avant saison

### Mouvements de l'inter-saison
Le Chamois niortais football club termine à la dixième place du Championnat de France de Ligue 2 2014-2015.

#### Des reconductions de contrat
Traduisant la belle saison de la réserve avec une montée en CFA2, trois de ses joueurs signent un contrat néo-pro : Batisse, Grain et Bassock.
Lahaye prolonge son contrat d'un an et Roye prolonge lui de deux ans.
Certains joueurs sous contrat sont à ce jour encore très sollicités : Delecroix (par Toulouse), Martin (Guingamp, Montpellier), Malcuit (Bordeaux, St-Etienne, Nantes, Lorient). 

#### Des départs
Côté joueurs en fin de contrat, Bernard prend son envol en quittant son club formateur en signant à Dijon.
N'Zuzi, en manque de temps de jeu et qui a peiné à convaincre, signe à Chambly. L'emblématique capitaine chamois Diaw n'a pas trouvé d'accord avec le club pour prolonger (le club donnant le brassard à Roye). Sané, prêté toute la saison à Bourg-Peronnas, signe avec ce club. Ba, prêté par Bastia, retourne dans son club. Quant à Roche et Fall, ils sont laissés libres.
Après une saison exceptionnelle, Barbet, encore sous contrat et très courtisé,  choisit de signer en Angleterre. Martin, co-meilleur passeur de L2 la saison dernière signe à Sochaux tandis que Malcuit, courtisé par plusieurs clubs de L1, part tenter sa chance à l'étage supérieur chez les Verts de Saint Etienne.

#### Des arrivées
Avant la fin de la saison 2014-2015, le club annonce l'arrivée de Dabasse, en provenance de la réserve de Bordeaux (CFA).

Fin juin, trois jeunes débarquent chez les Chamois : Desmas (gardien, Brest), Kiki (défenseur, Belfort en CFA) et Da Veiga (défenseur, réserve de Monaco en CFA).

Début juillet, Djigla (milieu offensif, réserve de Bordeaux) rejoint le club. Dans la foulée, le défenseur Choplin, non retenu dans le schéma de jeu de Metz consécutif à la descente en L2, signe un contrat de deux ans à Niort, pour remplacer Barbet, parti en Angleterre. Omrani, en provenance de Nimes vient renforcer le milieu de terrain niortais tandis que Selemani, révélation du début de saison de National avec son club de Marseille Consolat essaiera quant à lui de compenser le départ de Malcuit.  

#### Mercato d'Hiver
Grain Jéremy Grain prêté en National est prêté jusqu'à la fin de saison pour récupérer du temps de jeu à Fréjus en National. En revanche, nous accueillons un joueur en provenance de l'ES Wasquehal, il a signé un contrat de 2 ans et 1/2 Messaoud Bouardja nouveau chamois. Deux jeunes du centre de formation ont signé leur premier contrat pro, Junior Sambia et Fernand Mayembo

### Matchs amicaux
À l'issue d'une première phase de préparation physique très intense et un stage aux Sables d'Olonne, les Chamois affronte pour leur reprise Les Herbiers (National) aux Sables d'Olonne (85) le 11 juillet 2015. Deux compositions totalement différentes sont alignées dans les deux mi-temps. Les Chamois s'inclinent 0-3. Pour Régis Brouard, "c'était la fin du stage, [...] cette charge de travail s'est traduite par un manque d'inspiration et de tonicité. [...] On a été en retard dans nos choix offensifs et défensifs. Le score est sévère, mais ça n'est pas très grave à ce stade de la préparation."

Ils se confronteront ensuite à Luçon (National) le 15/07 à Chantonnay (85), Angers (L1) le 19/07 à La Pommeraye (49), Cholet (CFA) le 22/07 à Benet (85) et finiront enfin en se déplaçant à Tours (L2) le 24/07.
| M. | Rencontre | Rencontre | Rencontre    |
| -- | --------- | --------- | ------------ |
| 1  | Niort     | 0-3       | Les Herbiers |
| 2  | Niort     | 5-1       | Luçon        |
| 3  | Niort     | 2-3       | Angers       |
| 4  | Niort     | 2-0       | Cholet       |
| 5  | Niort     | -         | Tours        |

## Effectif professionnel
Le tableau suivant liste l'effectif professionnel du Chamois Niortais FC pour la saison 2015-2016.

## Dirigeants
- Président de la SASP : Joël Coué  France
- Président de l’association : Jean-Louis Mornet  France
- Manager général : Karim Fradin  France
- Directeur du centre de formation : Franck Azzopardi  France
- Coordinateur sportif du centre de formation : Dodzi Eklu  Togo

## Rencontres de la saison

### Ligue 2
| Matchs aller  | Journée | Adversaire     | Lieu | Résultat | Buteurs Niort                                  | Place | Affluence | LFP |
| 31/07/2015    | 1       | Valenciennes   | dom  | 0-1      | -                                              | 18    | 4 298     |     |
| 07/08/2015    | 2       | Dijon          | ext  | 3-0      | -                                              | 19    |           |     |
| 14/08/2015    | 3       | Sochaux        | dom  | 1-1      | Koukou 85e                                     | 19    | 3505      |     |
| 21/08/2015    | 4       | Evian          | ext  | 0-0      | -                                              | 19    |           |     |
| 28/08/2015    | 5       | Laval          | dom  | 0-1      | -                                              | 19    | 3636      |     |
| 11/09/2015    | 6       | Nancy          | ext  | 1-1      | Rocheteau 83e                                  | 18    |           |     |
| 18/09/2015    | 7       | Nîmes          | dom  | 1-0      | Dona Ndoh 73e                                  | 16    | 3081      |     |
| 22/09/2015    | 8       | Brest          | ext  | 1-1      | Dona Ndoh 17e                                  | 16    |           |     |
| 25/09/2015    | 9       | Clermont       | dom  | 1-1      | Koukou 89e                                     | 17    | 3268      |     |
| 02/10/2015    | 10      | Le Havre       | ext  | 0-0      | -                                              | 17    |           |     |
| 16/10/2015    | 11      | Auxerre        | dom  | 2-3      | Dona Ndoh 13e Dona Ndoh 61e                    | 17    | 3566      |     |
| 23/10/2015    | 12      | Paris FC       | ext  | 1-1      | Dona Ndoh 79e                                  | 17    |           |     |
| 30/10/2015    | 13      | Ajaccio        | dom  | 3-1      | Dona Ndoh 7e Selemani 72e Sambia 84e           | 17    | 3476      |     |
| 06/11/2015    | 14      | Metz           | dom  | 1-1      | Sans                                           | 16    | 4570      |     |
| 20/11/2015    | 15      | Lens           | ext  | 1-1      | Kiki 9e                                        | 16    |           |     |
| 27/11/2015    | 16      | Red Star       | dom  | 0-0      | -                                              | 16    | 3292      |     |
| 1/12/2015     | 17      | Bourg Peronnas | ext  | 2-1      | Ndoh 90e                                       | 16    |           |     |
| 11/12/2015    | 18      | Tours          | dom  | 0-0      | -                                              | 16    | 3336      |     |
| 18/12/2015    | 19      | Créteil        | ext  | 2-3      | Rocheteau 42e, Dona Ndoh 87e, Djigla 89e       | 14    |           |     |
| Matchs retour | Journée | Adversaire     | Lieu | Résultat | Buteurs Niort                                  | Place | Affluence | LFP |
| 8/01/2016     | 20      | Dijon          | dom  | 2-2      | Bamba 5e (csc), Koné 77e                       | 14    | 3342      |     |
| 15/01/2016    | 21      | Sochaux        | ext  | 2-3      | Teikeu 40e (csc), Tigroudga 48e, Koné 79e      | 13    |           |     |
| 22/01/2016    | 22      | Evian          | dom  | 0-3      |                                                | 14    | 3409      |     |
| 29/01/2016    | 23      | Laval          | ext  | 0-0      |                                                | 14    |           |     |
| 2/02/2016     | 24      | Nancy          | dom  | 0-0      |                                                | 14    | 3323      |     |
| 5/02/2016     | 25      | Nîmes          | ext  | 1-0      |                                                | 16    |           |     |
| 12/02/2016    | 26      | Brest          | dom  | 1-2      | Bouardja 43e                                   | 16    | 3188      |     |
| 19/02/2016    | 27      | Clermont       | ext  | 2-1      | Dona Ndoh 90e                                  | 17    |           |     |
| 26/02/2016    | 28      | Le Havre       | dom  | 0-0      |                                                | 17    | 3250      |     |
| 4/03/2016     | 29      | Auxerre        | ext  | 1-1      | Sambia 27e                                     | 17    |           |     |
| 11/03/2016    | 30      | Paris FC       | dom  | 2-1      | Roye 58e, 90e                                  | 15    | 3534      |     |
| 18/03/2016    | 31      | Ajaccio        | ext  | 2-0      |                                                | 17    |           |     |
| 1/04/2016     | 32      | Metz           | ext  | 2-0      |                                                | 17    |           |     |
| 8/04/2016     | 33      | Lens           | dom  | 0-1      |                                                | 18    | 4951      |     |
| 15/04/2016    | 34      | Red Star       | ext  | 0-2      | Dona Ndoh 16e, Selemani 88e                    | 17    |           |     |
| 22/04/2016    | 35      | Bourg Peronnas | dom  | 0-0      |                                                | 17    | 5612      |     |
| 29/04/2016    | 36      | Tours          | ext  | 1-2      | Dabasse 82e, Koné 90e                          | 16    |           |     |
| 6/05/2016     | 37      | Créteil        | dom  | 4-2      | Choplin 7e, Jimmy Roye 35e, 38e, Dona Ndoh 65e | 15    | 5611      |     |
| 13/05/2016    | 38      | Valenciennes   | ext  | 3-3      | Dona Ndoh 14e, 23e, Selemani 50e               | 16    |           |     |

### Meilleurs buteurs (matchs L2)
|   | Joueur                    |    |
| 1 | Ande Dona Ndoh            | 13 |
| 2 | Jimmy Roye                | 4  |
| 3 | Seydou Koné,Faïz Selemani | 3  |

### Meilleurs passeurs (matchs L2)
|   | Joueur                        |   |
| 1 | Jimmy Roye                    | 5 |
| 2 | Tristan Lahaye, Faïz Selemani | 4 |
| 4 | David Djigla                  | 3 |

### Coupe de la Ligue
| Tour     | Date        | Equipe     | Résultat | Buteurs Niort        | LFP |
| 1er tour | 11 aoû 2015 | FC Sochaux | 3-2      | Omrani 56e, Koné 73e |     |
| 2e tour  | 25 aoû 2015 |            |          |                      |     |
| 1/16ème  | 28 oct 2015 |            |          |                      |     |
| 1/8ème   | 16 déc 2015 |            |          |                      |     |
| 1/4      | 13 jan 2016 |            |          |                      |     |
| 1/2      | 27 jan 2016 |            |          |                      |     |
| Finale   | 23 avr 2016 |            |          |                      |     |

### Coupe de France
| Tour    | Date        | Equipe                       | Résultat | Buteurs Niort                                        | LFP |
| 7e tour | 15 nov 2015 | ES La Rochelle               | 1-5      | Batisse 12e, Daubin 39e, Selemani 43e, Koné 47e 60e, |     |
| 8e tour | 6 déc 2014  | Les Herbiers Vendée Football | 3-1      | Roye 4e, Rocheteau 16e, Koné 78e                     |     |
| 1/32ème | 3 jan 2016  | AS Moulins                   | 1-2      | Dona Ndoh 6e, Jimmy Roye 44e                         |     |
| 1/16ème | 20 jan 2016 | US Sarre-Union               | 1-0      |                                                      |     |
| 1/8ème  | 10 fév 2016 |                              |          |                                                      |     |
| 1/4     | 2 mar 2016  |                              |          |                                                      |     |
| 1/2     | 20 avr 2016 |                              |          |                                                      |     |
| Finale  | 21 mai 2016 |                              |          |                                                      |     |

### Matchs amicaux
| Date | Equipe | Résultat | Buteurs Niort |
|      |        |          |               |